# NGC 1728
NGC 1728 è una galassia a spirale vista di taglio, situata nella costellazione dell'Eridano, a una distanza di circa 180 milioni di anni luce dalla nostra Via Lattea.

## Scoperta
La galassia è stata scoperta il 10 novembre 1885 dall'astronomo statunitense Edward Barnard.

## Descrizione
NGC 1728 ha una classe di luminosità I e presenta una larga riga a 21 cm dell'idrogeno neutro.
Data la sua luminosità superficiale pari a 14,27, NGC 1728 può essere classificata come una galassia a bassa luminosità superficiale (nella letteratura in lingua inglese abbreviata in LSB, acronimo di Low Surface Brightness). Le galassie LSB sono galassie di tipo diffuso (D) con una luminosità superficiale inferiore di almeno una magnitudine a quella del cielo notturno circostante.

## Gruppo di NGC 1723

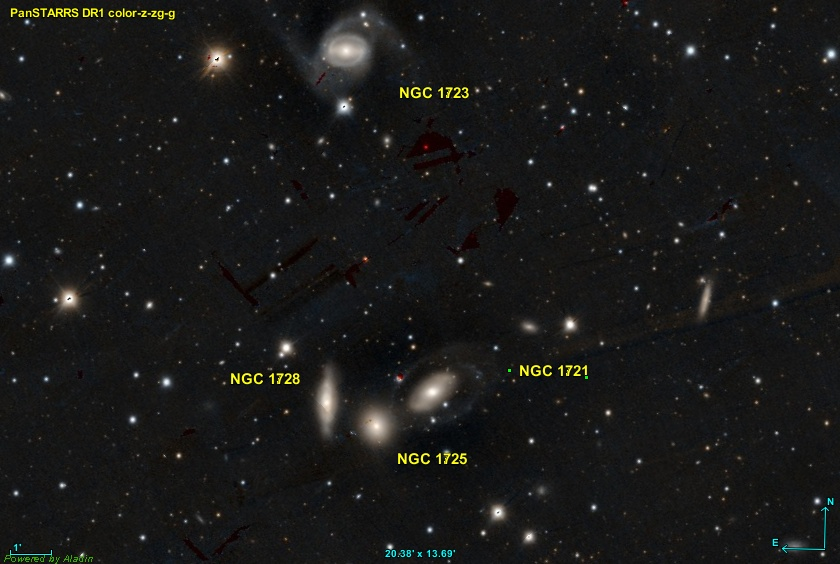
Il gruppo di galassie di NGC 1723

NGC 1728 fa parte del Gruppo di NGC 1723, che comprende almeno 4 galassie. Gli altri membri del gruppo sono NGC 1721, NGC 1723 e NGC 1725.
Nel suo articolo del 1993,  Garcia menziona altre due galassie appartenenti a un gruppo da lui denominato Gruppo di NGC 1721, che comprende anche NGC 1728 e MCG -2-13-21. La velocità radiale indicata da Garcia per MCG -2-13-21 è di 4447 km/s, mentre  NASA/IPAC Extragalactic Database la stima in 4533 km/s, che la posiziona a 217 milioni di anni luce dalla nostra Via Lattea.
Tre galassie sono posizionate a distanze simili dalla nostra Via Lattea; NGC 1723, NGC 1725 e NGC 1728 hanno una distanza media di 182 milioni di anni luce. Le altre due galassie  (NGC 1721 e MCG -2-13-21) sono poste a poco più di 220 milioni di anni luce. Questo porterebbe a ritenere che il Gruppo di NGC 1723 comprenda solo tre galassie, mentre le altre due più lontane potrebbero costituire una coppia di galassie.
Anche Seligman nota che NGC 1721 è situata a una distanza di oltre 210 milioni di anni luce, superiore ai 180 milioni di anni luce delle altre tre, ma ritiene che questa differenza sia dovuta al fatto che NGC 1721 si sta allontanando molto velocemente dagli altri membri del gruppo. La sua struttura, con un anello che contorna la galassia, sarebbe legata all'attrazione gravitazionale o collisionale con le altre galassie vicine. Propone quindi l'esistenza del Gruppo di NGC 1721 formato da NGC 1721, NGC 1723, NGC 1725 e NGC 1728.